# Jake Shears
Jake Shears, född Jason F. Sellards 3 oktober 1978 i Arizona, är en amerikansk sångare och medlem i bandet Scissor Sisters.

## Diskografi (urval)

### Med Scissor Sisters
Studioalbum
- 2004 – Scissor Sisters
- 2006 – Ta-Dah
- 2010 – Night Work
- 2012 – Magic Hour

EPs
- 2004 – Remixed!
- 2010 – iTunes Festival: London 2010

Singlar (nummer 1 på Billboard Hot Dance Club Songs)
- 2005 – "Filthy/Gorgeous"
- 2010 – "Fire with Fire"
- 2012 – "Let's Have a Kiki"

### Solo
Studioalbum
- 2018 – Jake Shears

Singlar
- 2015 – "The Other Boys" (NERVO med Jake Shears, Kylie Minogue och Nile Rodgers)
- 2018 – "Creep City"